# Saint-Ambroix, Cher

Saint-Ambroix este o comună în departamentul Cher, Franța. În 1 ianuarie 2022 avea o populație de 375 de locuitori.